# Yuki Kobori
Yuki Kobori (em japonês:  小堀 勇氣, Kobori Yūki; Ishikawa, 25 de setembro de 1993) é um nadador japonês, medalhista olímpico.

## Carreira

### Rio 2016
Kobori competiu na natação nos Jogos Olímpicos de Verão de 2016 conquistando a medalha de bronze com o revezamento 4x200 metros livre.